# Шпиколосы (Тернопольская область)
Шпиколосы (укр. Шпиколоси) — село в Кременецкой городской общине Кременецкого района Тернопольской области Украины.
Код КОАТУУ — 6123489401. Население по переписи 2001 года составляло 483 человека.

## Географическое положение
Село Шпиколосы находится в 2-х км южнее города Кременец, примыкает к селу Колосовая.

## История
- 1545 год — дата основания.

## Экономика
- Кирпичный завод.

## Объекты социальной сферы
- Школа I—II ст.
- Клуб.
- Фельдшерско-акушерский пункт.

## Достопримечательности
- Братская могила советских воинов.